# Leptotarsus brasiliensis
Leptotarsus brasiliensis là một loài ruồi trong họ Ruồi hạc (Tipulidae). Chúng phân bố ở vùng Tân nhiệt đới.